# 张鞠田琴谱
《張鞠田琴譜》，古琴譜，清道光二十五年，張鞠田撰。

## 琴譜介紹
道光二十五年，一個“年登大耋”的老人，在海陵寫下這一琴譜稿本。它的特點是：把許多民間小調、花鼓、道情、崑曲之類，編成琴曲作為重點。撰者張鞠田自己強調意在按“時曲”推廣工尺板眼，為古琴謀取“準則”。全書二十六個曲譜中，只最後十五曲為傳統琴曲，其餘如崑曲的《陽關曲》、《寫本》、《板橋道情》、《跌落》、《五瓣梅》、《花鼓》等十一曲列於最前，均按崑曲譜的形式注明工尺板眼。所有傳統諸琴曲，亦均注工尺，但多不點板眼。據其弟子鄭傳羹自敘稱：“得夫子循循善誘，漸摩日久，有得於心者，間當於花前月底偶試一曲，正恐絃上作琵琶聲，而一二知己每樂於聞焉”。鄭的看法是，雖然是把時曲入琴，“恐絃上作琵琶聲”，還是有人樂聞的。